# الجنوسة والإعاقة
يتناول مصطلح الجنس والإعاقة التقاطع بين الجنس والإعاقة، ويستكشف كيف تؤثر العوامل الاجتماعية والثقافية والاقتصادية على تجارب الأفراد ذوي الإعاقة بناءً على هويتهم الجنسية. غالبًا ما تواجه النساء والأفراد غير الثنائيين ذوي الإعاقة تمييزًا مركبًا، حيث يعانون من التمييز ضدهم وعدم المساواة على أساس الجنس في مجالات مثل الرعاية الصحية والتوظيف والتعليم والمشاركة الاجتماعية. إن الطبيعة المتقاطعة للجنس والإعاقة تؤثر على الوصول إلى الموارد والحماية القانونية والفرص، حيث تواجه الفئات المهمشة في كثير من الأحيان معدلات أعلى من الفقر والعنف والإقصاء.
تاريخيا، ساهمت المعايير والأنماط الجنسانية في تشكيل تصورات الإعاقة، مما أدى في كثير من الأحيان إلى تعزيز الأدوار التقليدية والحد من الاستقلالية. وقد تناولت الحركات النسوية وحركات الدفاع عن حقوق الأشخاص ذوي الإعاقة هذه القضايا بشكل متزايد، داعية إلى سياسات وممارسات أكثر شمولاً تعترف بالاحتياجات المتنوعة للأفراد ذوي الإعاقة عبر الهويات الجنسية المختلفة. يغطي البحث في هذا المجال تخصصات مثل علم الاجتماع ودراسات النوع الاجتماعي ودراسات الإعاقة والسياسات العامة، بهدف تحدي الحواجز النظامية وتعزيز المساواة.

## كراهية النساء في المجال الطبي

### تاريخي

#### هستيريا
"الهستيريا هي بلا شك أول اضطراب عقلي يُعزى إلى النساء، وقد وُصفت بدقة في الألفية الثانية قبل الميلاد، وحتى فرويد، كانت تُعتبر مرضًا خاصًا بالنساء فقط." منذ العصور اليونانية القديمة، لم تكن فكرة أن المرأة يمكن أن تصاب بالجنون بطريقة تؤثر على النساء فقط فكرة غير شائعة، وحتى سيغموند فرويد كان يُعتقد أن سبب هذا الجنون غالبًا ما يكون حياة جنسية غير لائقة، حيث جادل أفلاطون بأن علاج الهستيريا هو "الانضمام إلى الذكر وإحداث ولادة جديدة." كتب أبقراط أن سبب الهستيريا هو تراكم الأخلاط المتعفنة التي تسببت في اضطرابات مختلفة داخل الجسم ولا يمكن محوها إلا من خلال السلوك الجنسي المنتظم.
في العصور الوسطى، تناول تروتا الساليرنوية فكرة الهستيريا من منظور مختلف، مقدمًا تفسيرًا مفاده أن "المعاناة المرتبطة بالأمراض النسائية كانت "حميمة": فالنساء غالبًا ما يتجنبن الكشف عن مشاكلهن للطبيب بدافع الخجل". وفي وقت لاحق، أصبحت الهستيريا سببًا شائعًا لمحاكمة النساء البريئات بتهمة السحر وإعدامهن.
يعيد فرويد صياغة نظرية الهستيريا، ويجادل بدلاً من ذلك بأنها مرتبطة بخلل في الدماغ وليست محصورة داخل الرحم، ولكنها لا تزال مرضًا يصيب النساء، مما يؤدي فقط إلى جلب مفهوم "المرأة الممسوسة" إلى العصر الحديث.

### حديث
يتم تشخيص العديد من الإعاقات، مثل الألم العضلي الليفي، بشكل غير متناسب إلى حد كبير لدى المرضى الإناث مقارنة بالمرضى الذكور على الرغم من عدم وجود سبب طبي معروف لهذا التفاوت بين الجنسين.  ومع ذلك، فإن الاضطرابات التي تصيب الجهاز التناسلي الأنثوي غالباً ما تمر دون أن يلاحظها أحد، أو لا يتم تشخيصها بشكل كافٍ، أو يتم الإبلاغ عن أن عمليات التشخيص تتضمن كميات غير مرضية من التأخير أو العمل من جانب المريضة. وتشمل هذه الأمراض بطانة الرحم ومتلازمة تكيس المبايض.
إن الإعاقات المشتركة بين الإناث والذكور، وخاصة الإعاقات التنموية، غالباً ما تكون في صالح المرضى الذكور من حيث سهولة التشخيص. تشير الدراسات التي أجريت على كل من التوحد واضطراب نقص الانتباه وفرط النشاط إلى أن "الافتراضات الذكورية" في الرعاية الصحية تؤثر على التشخيص من خلال إنشاء حالة تشخيصية مثالية أفلاطونية عقلية، والتي غالبًا ما تستبعد النساء اللاتي يعانين من نفس الأعراض التي يعاني منها الرجال.

#### التفاعلات مع العنصرية
انطلاقًا من العنصرية الطبية، هناك ظاهرة شائعة يعاني منها الأشخاص الملونون الذين يسعون للحصول على رعاية طبية حيث يُعتقد أن أجسادهم مختلفة تمامًا عن أجساد الأشخاص البيض من قبل الأشخاص البيض الذين يعملون في المجالات الطبية.  ومن بين هذه المعتقدات السائدة بشكل خاص فكرة أن "السود لديهم بشرة أكثر سمكًا من البيض،  "، وهو ما يؤدي إلى فكرة أن المرضى السود لديهم قدرة تحمل فطرية للألم أعلى من المرضى البيض. 
على نحو مماثل لفكرة التخلف عن السداد الذكوري التي رأيناها أعلاه، هناك فكرة موازية للتخلف عن السداد الأبيض والتي تؤثر على الممارسة الطبية. يتم معايرة الأجهزة الطبية مثل مقياس التأكسج النبضي للبشرة البيضاء، مما يؤدي إلى قراءتها بشكل غير صحيح عند استخدامها على المرضى السود. تشير الاختبارات التشخيصية، مثل فحوصات وظائف الكلى، إلى أن المرضى السود معرضون لخطر أعلى عند إجراء الاختبار. في كثير من الأحيان، يتم توجيه التدريب الطبي نفسه حول البشرة الفاتحة كمعيار. هذه العوامل والعوامل الإضافية، عندما يتم تضخيمها عبر نظام طبي كامل معادٍ للسود، ينتهي بها الأمر إلى التعامل مع السواد نفسه باعتباره حالة مزمنة.
وصف المرضى السود الطريقة التي يتم بها رفض مخاوفهم بشأن أنفسهم وأفراد أسرهم من قبل المهنة الطبية باعتبارها تلاعبًا بالعواطف. على سبيل المثال، يتم تشخيص مرض التصلب الجانبي الضموري، في المتوسط، في وقت متأخر لدى المرضى السود مقارنة بالمرضى البيض، إذا لم يتم تفويته بالكامل. توصلت الدراسات إلى وجود حواجز منهجية أمام تشخيص سرطان الثدي لدى النساء السود. يبلغ مرضى الأقليات العرقية الذين تم تشخيص إصابتهم بالفيبروميالغيا عن مستويات أعلى من اضطرابات النوم والمزاج مقارنة بالمرضى البيض.
في إطار متابعة مفهوم كراهية النساء، تعاني المريضات السود، وفقًا للنسوية التقاطعية، من العنصرية والتمييز الجنسي داخل الرعاية الصحية، وغالبًا ما يجدن أن الجمع بين الاثنين يؤدي إلى شيء منفصل عن كل منهما على حدة. الأمهات السود الحاصلات على تعليم جامعي أكثر عرضة للوفاة بسبب المضاعفات المرتبطة بالحمل بنحو ستة أضعاف، ومع انخفاض معدل المضاعفات المميتة بين المرضى البيض بما يتناسب مع مستوى التعليم، فإنه يظل ثابتًا تقريبًا بين المرضى السود.
تعتمد أجزاء كبيرة من مهنة أمراض النساء على المعلومات التي تم الحصول عليها باستخدام أجساد النساء السود كمعدات اختبار، ثم يتم التخلص منها بعد جمع المعلومات، وغالبًا بدون علاج طبي. كان جيمس ماريون سيمز، الذي يُشار إليه غالبًا بلقب "أبو أمراض النساء"، سيئ السمعة لإجراء العمليات الجراحية على النساء المستعبدات دون تخدير، وهي ممارسة شائعة بين المتخصصين الطبيين في ذلك الوقت.

## في الأشخاص المتحولين جنسياً
غالبًا ما يتعرض المرضى المتحولون جنسياً الذين يسعون للحصول على رعاية طبية، وخاصة أولئك الذين يتلقون العلاج بالهرمونات البديلة، لما يُعرف بمتلازمة الذراع المكسورة للمتحولين جنسياً، وهي ظاهرة "يفترض فيها مقدم الخدمة بشكل غير صحيح أن الحالة الطبية ناتجة عن هوية المريض الجنسية أو التحول الطبي".
الأشخاص المتحولون جنسياً أكثر عرضة للإصابة بالإعاقة بمرتين تقريبًا مقارنة بالأشخاص غير المتحولين جنسياً. في الدراسات التي أجريت على الشباب المتحولين جنسياً، تم الإبلاغ عن أن الأشخاص المتحولين جنسياً هم أكثر عرضة للإصابة متلازمة إيلرز دانلوس والذهان، من بين الإعاقات الأخرى.